# Bumbuești
Bumbuești – wieś w Rumunii, w okręgu Vâlcea, w gminie Boișoara. W 2011 roku liczyła 351 mieszkańców.